# Ballets Russes
O Ballets Russes ou Balé russo foi uma companhia de ballet emigrada da Rússia, com sede em Paris, cuja atividade se manteve de 1909 a 1929. Esta grande companhia influenciou todas as formas do ballet contemporâneo, e seus vinte anos de existência mereceram, certamente, entrar para a história da dança com o nome de Época de Diaghilev.
A denominação Época de Diaghilev define um período compreendido entre 1909 e 1929 quando o russo Serguei Diaghilev (1872-1929) fundou e esteve à frente de uma das maiores companhias de balé do mundo. Segundo Serge Lifar, último discípulo de Serguei Diaghilev, “O Ballets Russes foram, durante vinte anos, o centro receptor e emissor da vida do balé no mundo inteiro”.
O Ballets Russes começou em 1909 como um teatro de verão do ballet e ópera russos para se transformar em uma companhia de ballet permanente em 1911. Serguei Diaghilev, apesar de nunca ter sido bailarino profissional, conseguiu convencer os melhores coreógrafos, dançarinos e designers da sua época. Ele contratou, entre outros profissionais, o compositor russo Igor Stravinsky, o artista espanhol Pablo Picasso, o artista francês Henri Matisse e o poeta e cineasta francês Jean Cocteau. Entre os dançarinos, contou com Anna Pavlova, Tamara Karsavina, George Balanchine e Vaslav Nijinski.
Assim, com colaboradores que compunham o melhor da época em suas respectivas atividades, a companhia Ballets Russes redefiniu a noção de balé durante seus 20 anos de atividade.
A sua trajetória pelo cenário mundial está dividida em três etapas: a) Nacional-Russa (1909-1912) – desenvolvendo o balé clássico; b) Pan-Européia (1912-1921) – voltada para pesquisas modernas; c) Moderno-Internacional (1921-1929) – seguindo novamente as diretrizes do balé clássico, sob a orientação de Serguei Diaghilev.
Na etapa Nacional-Russa, Serguei Diaghilev revelou ao mundo a arte genuinamente russa e seus grandes intérpretes e quis também, fazer do ballet uma pintura em movimento. O coreógrafo da Companhia era Michel Fokine, bailarino de talento que entregou-se de corpo e alma a nova tendência: subordinar a dança a pintura, fazendo com que a criação dos passos e da própria coreografia fossem inspirados pelas imagens dos trajes e cenários. Nesta etapa, os pintores não se contentavam em criar uma fantasia para os olhos, tomavam parte ativa na realização do espetáculo. Na etapa Pan-Européia, Serguei Diaghilev lançou-se à árdua tarefa de transformar o ballet russo num ballet europeu. Nesta etapa, já não havia preponderância russa nos ballets, o cenário transformou-se para acolher igualmente os ballets franceses, espanhóis, italianos, russos, etc. O coreógrafo era Leonid Massine e a música passou a reinar em absoluto, sob a regência de Stravinsky. Leonid Massine fazia a sincronização entre música e coreografia, adaptando a técnica dançante em todas as suas minúcias à da sinfonia musical. A etapa Moderno-Internacional, caracterizou-se por ser o período das pesquisas artísticas, de tendência modernista universal. Os coreógrafos foram: Bronislava Nijinska, George Balanchine, de novo Leonid Massine e, por fim, Serge Lifar. Quando Serge Lifar converteu-se em coreógrafo, Serguei Diaghilev sonhava com novas terras para os Ballets Russes; porém, morreu um ano depois e os Ballets Russes desapareceram com ele, deixando ao mundo da dança uma rica herança, porém desigual, e problemas que uma só geração não bastaria para resolver.
Quando a companhia de Serguei Diaghilev desfez-se com sua morte, em agosto de 1930, os Ballets Russes se dispersaram. Seus bailarinos e coreógrafos ingressaram em companhias de todas as partes do mundo ou criaram as suas próprias companhias e, para onde quer que migrassem, marcavam sua passagem com influência decisiva na história da dança.
Durante o tempo em que a companhia de Serguei Diaghilev atuou, grandes coreógrafos marcaram suas presenças em pesquisas e descobertas, em busca “não apenas de passos novos, mas de um novo espírito”, traçando assim novos caminhos no mundo da dança, a exemplo de: Michel Fokine, Vaslav Nijinsky, Léonide Massine, Bronislava Nijinska, George Balanchine e Serge Lifar, responsáveis pela formação dos futuros coreógrafos e bailarinos.
Um dos responsáveis pela disseminação dos estudos e pesquisas dos Balés Russos foi René Blum, diretor artístico do teatro de Monte-Carlo, que assumiu a direção de um grupo de bailarinos remanescente de Diaghilev. Ao mesmo tempo, o Coronel de Basil forma em Paris companhia rival. Em 1932, os dois grupos se unem e criam os Ballets Russes de Monte Carlo. Aos membros do ballet de Serguei Diaghilev juntaram-se alguns elementos novos, como Tamara Toumanova, Irina Baronova e Tatiana Riabochinska. Em 1933 a companhia fez uma tournée triunfal pelos EUA, mas em 1935 cindiu-se. Com o nome de Ballets Russes du Colonel de Basil, um dos ramos partiu para a Austrália e, depois, para as Américas, do Norte e do Sul, onde se deixou ficar durante a guerra, assumindo sucessivamente os nomes de Educational Ballet e Original Ballet Russe. Em 1947 fez uma temporada de despedida no Palais de Chaillot, em Paris. O ramo que ficara em Monte Carlo permaneceu sob a direção de René Blum até a invasão alemã (1940). Com os remanescentes da companhia, Marcel Sablon constituiu, ainda no período da ocupação nazista, os Nouveaux Ballets de Monte-Carlo, absorvidos (1944) pela Ballet International, do Marquês de Cuevas, companhia particular sediada em New York. Surgiu, assim, o International Ballet of the Marquis of Cuevas, que fez inúmeras tournées internacionais e contribuiu para o repertório do gênero com várias obras.
Os Ballets Russes também exerceram grande influência na Alemanha, que antes não tinha tradições coreográficas, incentivando a criação de “studios” de dança, com Rudolf Von Laban, Mary Wigman, Kurt Joos, entre outros.
É importante frisar a particular influência dos Ballets Russes na França e nos Estados Unidos. Na França, com a renovação e enriquecimento do ballet francês, que se achava em decadência e do ingresso de Serge Lifar na “Grand Opéra” e nos Estados Unidos, com a criação da School of American Ballet Theatre e do New York City Ballet, ambos por George Balanchine. Outros mestres russos, radicados em Paris, tiveram também importante papel: Preobrajenska, Kchessinska, Egorova, Trefilova, Legat e Novikolf . Uma das estrelas do Coronel de Basil, no setor da dança moderna, foi Nina Verchinina, que em fins da década de 1970 lecionava no Brasil.